# آملی ریبک
آملی ریبک (انگلیسی: Amelie Rybäck؛ زادهٔ ۶ اوت ۱۹۸۲) بازیکن فوتبال اهل سوئد است.
از باشگاه‌هایی که در آن بازی کرده‌است می‌توان به باشگاه فوتبال زنان المپیک لیون اشاره کرد.